# Eclipse Records
Eclipse Records ist ein amerikanisches Independent-Label, welches von Ed Hardy betrieben wird und in San Jacinto, Kalifornien, ansässig ist. Eclipse verlegt und vertreibt internationale Musiker und hat einen stilistischen Schwerpunkt im Psychedelic Folk.

## Künstler auf Eclipse Records
- Acid Mothers Temple
- Anaksimandros
- Charalambides
- Christina Carter
- Double Leopards
- Fern Knight
- Fursaxa
- Ian Middleton
- Jack Rose (Gitarrist)
- Marissa Nadler
- Migrantes
- My Cat Is an Alien
- Nick Castro
- Scorces
- Spires That in the Sunset Rise
- Sun City Girls
- Sunburned Hand of the Man
- Tom Carter